# Splash (musikgrupp)
För andra betydelser, se Splash.
Splash var en folkmusikinfluerad jazzrockgrupp från Söderhamn som var verksam 1969-79 (flera av medlemmarna hade under 1960-talet spelat tillsammans i popgruppen Why från samma stad).
Splash skapade ett alldeles eget "sound" genom att spela med udda taktarter (till exempel 7/4, 15/16) och säregna klanger. I början kännetecknades gruppen av en rad medlemsskiften, men från 1973 hade man bildat en stabil konstellation. Trots att de kommersiella framgångarna helt uteblev, fick gruppen med tiden ett betydande anseende hos sakkunniga i musikbranschen, inte bara i Sverige utan även i Belgien, i Tjeckoslovakien och i Norge, där man hade sin största publik. De startade även det egna skivbolaget Plask Records, där intäkterna gick till nya produktioner.

## Medlemmar
- Torbjörn Carlsson – altsax, diverse träblås (1973–1979)
- Leif "Gus" Dahlberg – slagverk (1973–1979)
- Sven-Åke Eriksson – basgitarr (1969–1970)
- Leif Halldén trumpet, arrangemang (1969–1979)
- Henrik "Hempo" Hildén – slagverk (1973–1979)
- Christer Holm – barytonsaxofon, fagott, klarinett (1970–1979)
- Christer Jansson – gitarr, sång (1969–1979)
- Thomas Jutterström – piano, arrangemang (1973–1979)
- Håkan Lewin – altsax, tvärflöjt (1969–1973)
- Lennart Löfgren – trombon (1969–1979)
- Gösta Rundqvist – piano (1969–1973)
- Kay Söderström – basgitarr, sång (1970–1979)
- Sivert Thurell – sång (1969–1970)
- Jan-Erik Westin – slagverk (1969–1973)

## Diskografi
Studioalbum
- 1972 – Ut på vischan! (LP, Polydor 2379 036)
- 1974 – Splash (LP, Plask PLA-001)
- 1978 – Splash 2 (LP, Plask PLA-002)

Singlar
- 1972 – "Gobbys Train" / "High Up North" (7" vinyl, Plask 1)
- 1973 – "Swingin' On A Star" / "Keep Playing That Rock'n Roll (7" vinyl, Polydor 2053 122)
- 1974 – "Orangutang Bomerang" / "Sunday Ride" (7" vinyl, PLA-101)
- 1974 – "Feel The Need" / "Filthy McNasty" (med Maritza Horn) (7" vinyl, PLA-102)
- 1975 – "I Know What I Am" / "If You Walked Away" (med Maritza Horn) (7" vinyl, Artist ASP-102)